# Oldsmobile 442
La 442 (pronunciato four-four-two, cioè “quattro-quattro-due”) è stata un'autovettura del genere muscle car prodotta dalla Oldsmobile dal 1964 al 1991.

## Il contesto
Fu introdotta nel 1964 come sottoserie della F-85. Diventò poi un modello a parte dal 1968 al 1972, e quindi fu nuovamente una sottoserie, questa volta della Cutlass, fino al 1980. Dal 1985 al 1987 fu invece una sottoserie della Cutlass Supreme, mentre dal 1990 al 1991 ebbe lo stesso ruolo per la Cutlass Calais.
Fu commercializzata inizialmente con due tipi di carrozzeria, coupé e cabriolet, entrambe a due porte. Dal 1978 al 1980 fu offerta una versione hatchback a cinque porte.

## Storia

### La prima serie

#### 1964

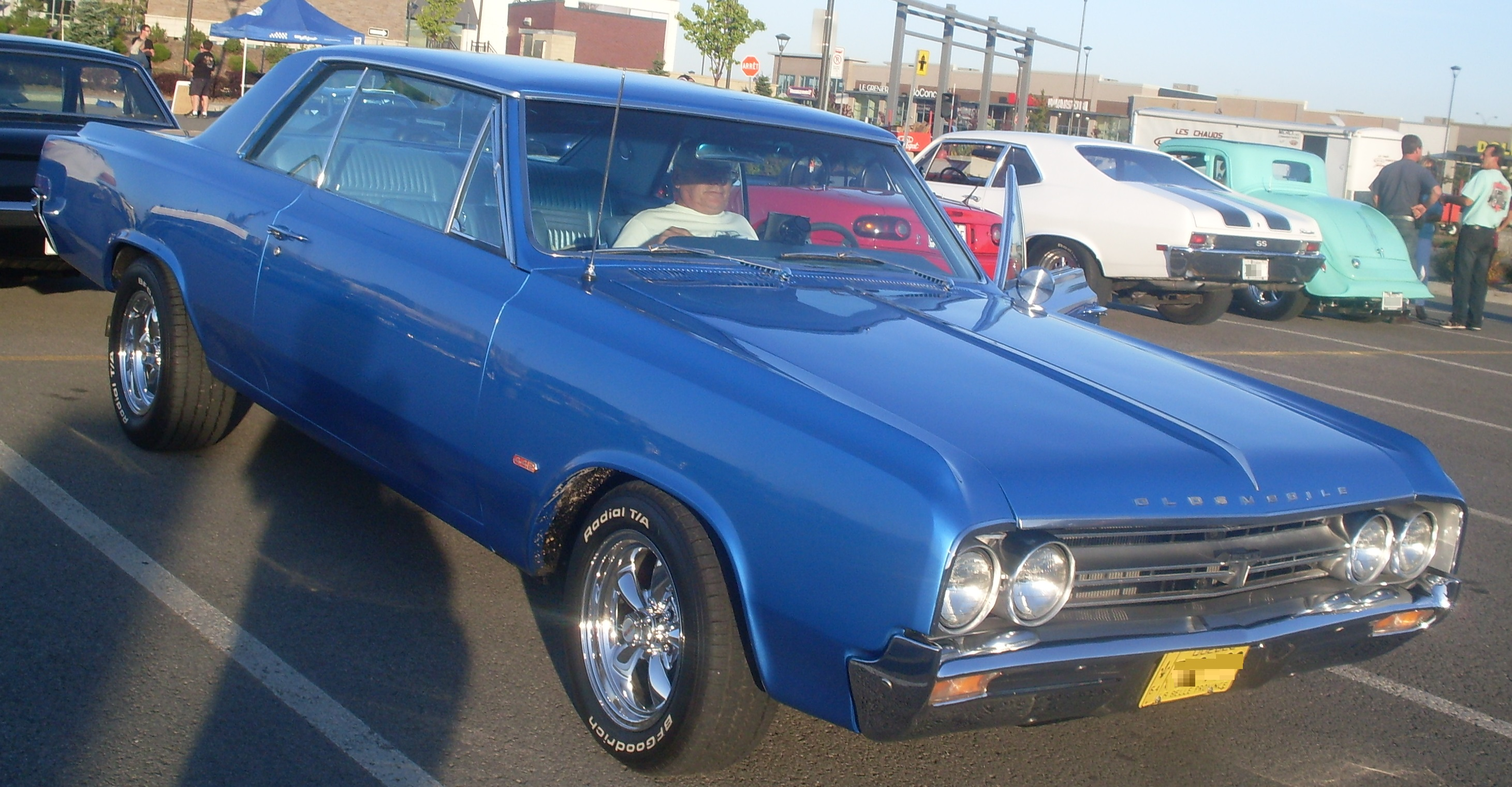
Una Oldsmobile F-85 442 del 1964

La 442 fu lanciata in un momento caratterizzato da una forte competizione tra la Pontiac e l'Oldsmobile, entrambi marchi automobilistici della General Motors. La 442, che era una sottoserie della F-85, doveva essere una risposta alla Pontiac Tempest GTO, che si dimostrò un successo inatteso già nell'anno del lancio, il 1964.
Con la 442, l'Oldsmobile offriva un prodotto più consueto rispetto alla Pontiac GTO. Il modello montava un motore V8 da 5,4 L di cilindrata con un carburatore a quadruplo corpo, valvole ad alte prestazioni, doppio scarico ed un asse a camme più spinto, che erogava 310 CV di potenza a 5200 giri al minuto. La coppia era di 481 N•m. L'allestimento comprendeva anche un telaio rinforzato, un retrotreno con sospensioni a bracci di controllo, un cambio manuale a quattro rapporti, dei freni sovradimensionati, delle barre antirollio anteriori e posteriori, oltre che una frizione, un albero di trasmissione, delle ruote, delle sospensioni con molle elicoidali ed ammortizzatori, tutti ad alte prestazioni.
La sigla 4-4-2 era collegata ai 4 corpi del carburatore, ai 4 rapporti del cambio ed al doppio collettore di scarico. L'opzione 442 aveva un prezzo di 285,14 dollari.
Il periodico Motor Trend testò una 442 registrando un peso di 1560 kg, un'accelerazione da 0 a 97 km/h in 7,5 secondi ed il quarto di miglio da fermo coperto in 15,5 secondi con una velocità d'uscita di 140 km/h. La velocità massima registrata fu di 185,6 km/h.
Nel primo anno di produzione furono venduti 2999 esemplari.

#### 1965

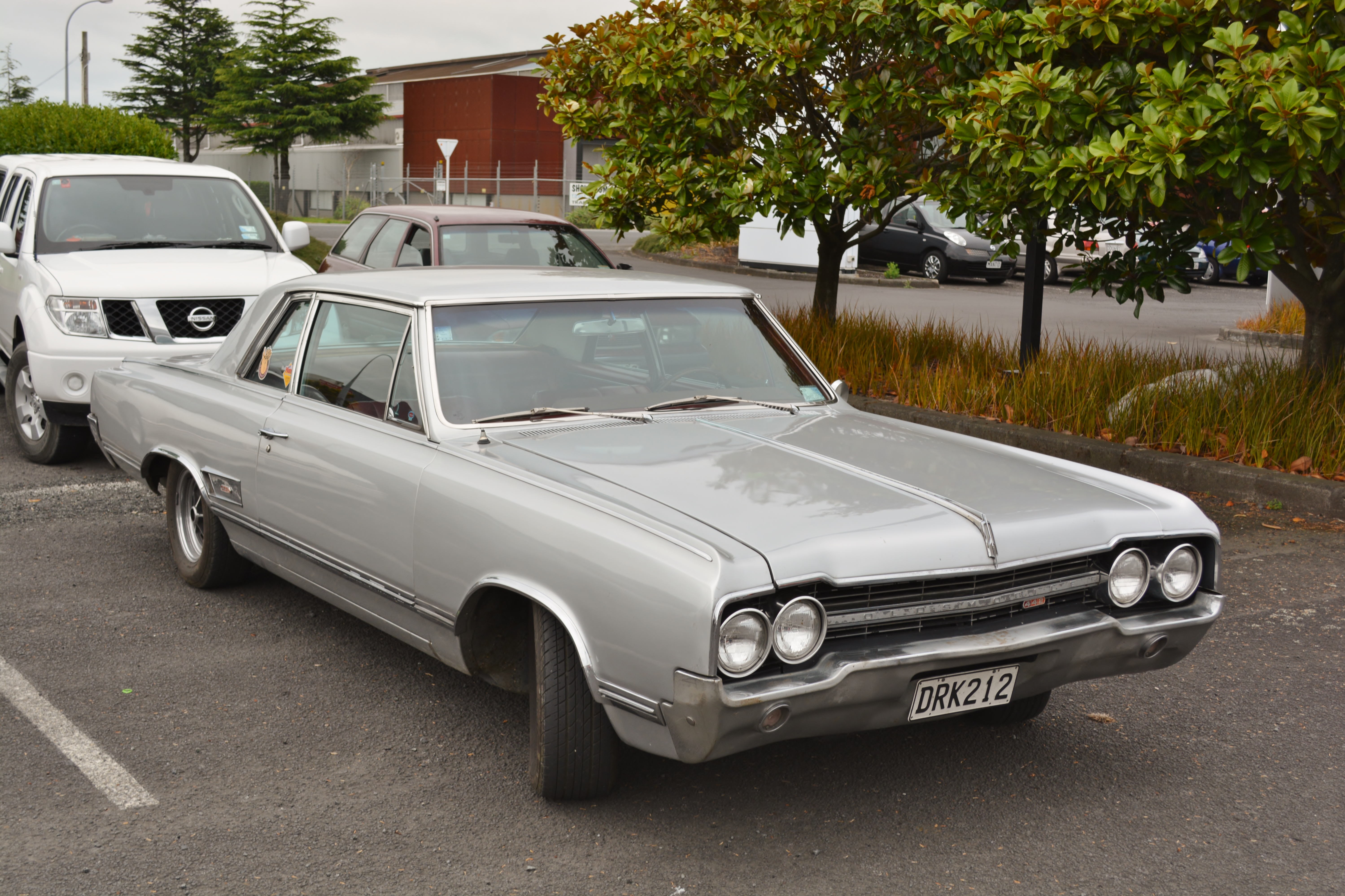
Una Oldsmobile F-85 442 del 1965

Nel 1965 furono operati alcuni cambiamenti. Fu installato un nuovo propulsore da 6,6 L di cilindrata (400 pollici cubi). In questo modo la sigla 442 mutò di significato: 400 pollici cubi, 4 corpi del carburatore e 2 collettori di scarico.
La potenza del propulsore crebbe a 345 CV e la coppia a 597 N•m. Fu installato un cambio manuale a tre rapporti con la quarta velocità o la trasmissione automatica Jetaway come optional.
Il periodico Car Life testò una 442 del 1965 con cambio automatico registrando un'accelerazione da 0 a 97 km/h in 7,8 secondi ed il quarto di miglio da fermo in 15,5 secondi.
Nel 1965 le vendite salirono a 25.003 esemplari.

#### 1966
Nel 1966 le 442 condivisero il leggero restyling operato dalla Oldsmobile per le Cutlass. Il cambiamento maggiore fu però nella motorizzazione: il propulsore standard, che fu chiamato L78 e montava un carburatore a quadruplo corpo, erogava una potenza di 350 CV ed aveva una coppia di 597 N•m. Furono disponibili altri due motori: il cosiddetto L69, sviluppante una potenza di 360 CV ed una coppia di 597 N•m, e che possedeva tre carburatori doppio corpo nei quali la seconda valvola a farfalla si apriva progressivamente, ed il raro W30.
Al motore siglato W30 fu aggiunta una presa d'aria per convogliare aria fresca ai carburatori per mezzo di condotti che si aprivano nel paraurti anteriore ed un albero a camme adatto ad un alto numero di giri. Aveva le stesse prestazioni dell’L69. La batteria era stata posizionata nel bagagliaio con l'obbiettivo di avere spazio per i condotti dell'aria, il che evitava di ordinare questo pacchetto a parte sui modelli cabriolet. Solo 54 esemplari con motore W30 furono costruiti negli stabilimenti Oldsmobile, mentre 97 furono prodotti grazie all'installazione del propulsore nei concessionari.
Il periodico Car Life provò una 442 con motore L69 e cambio manuale a quattro rapporti ottenendo un'accelerazione da 0 a 97 km/h di 6,3 secondi, ed il quarto di miglio da fermo in 14,8 secondi. La rivista Motor Trend fece un test simile, e registrò un'accelerazione da 0 a 97 km/h di 7,2 secondi, con il quarto di miglio da fermo ottenuto in 15,2 secondi con velocità d'uscita di 156 km/h.
La produzione si contrasse a 21.997 esemplari. La 442 rappresentava il 10% delle vendite della Cutlass, mentre la Pontiac GTO costituiva quasi un terzo delle vendite della Tempest.

#### 1967

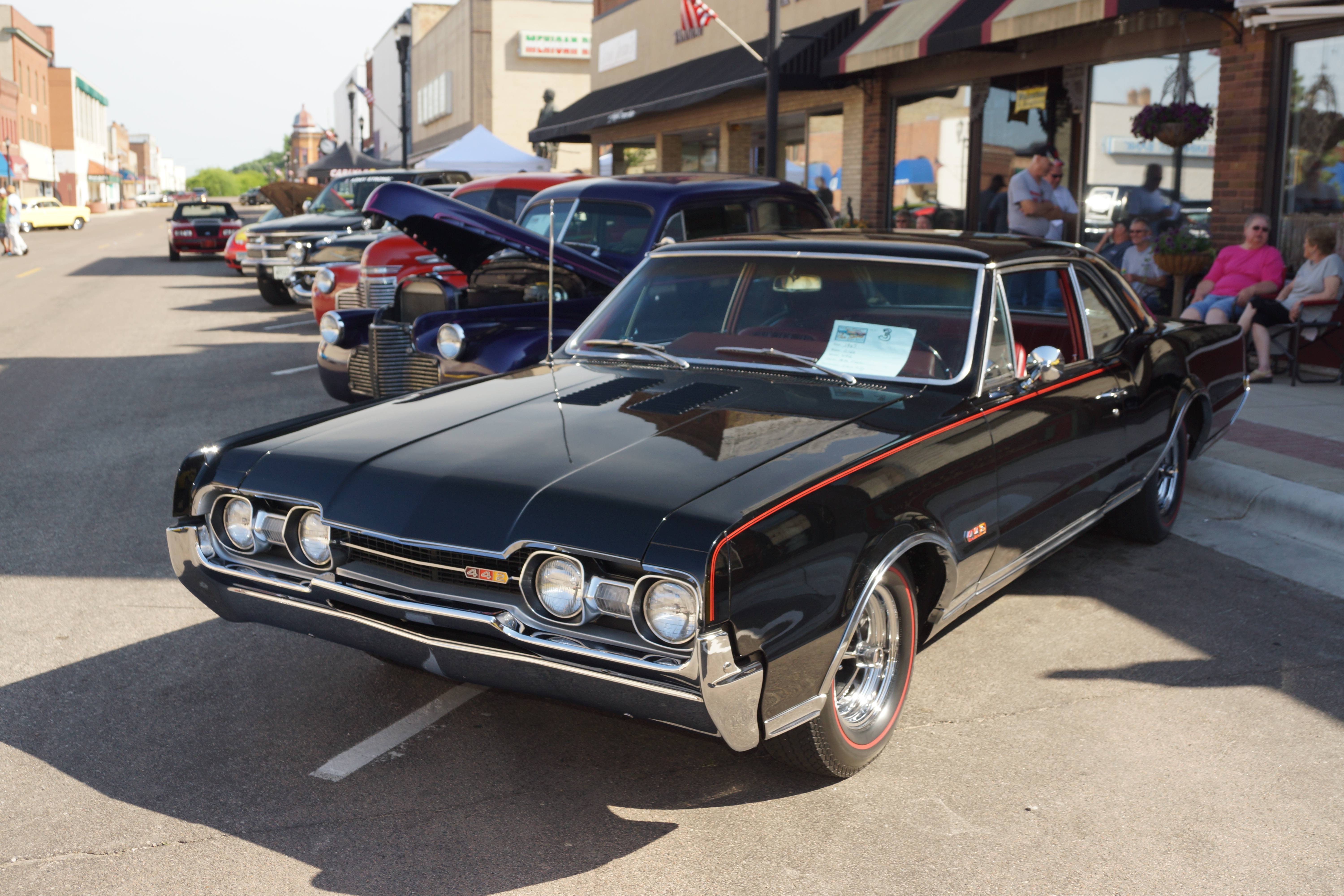
Una Oldsmobile F-85 442 del 1967

Nel 1967 la linea della carrozzeria e le motorizzazioni rimasero quasi immutate. Fu solamente offerta la trasmissione automatica a tre rapporti Turbo-Hydramatic, che sostituì il cambio Jetaway. Furono offerti come optional i freni a disco per le ruote anteriori.

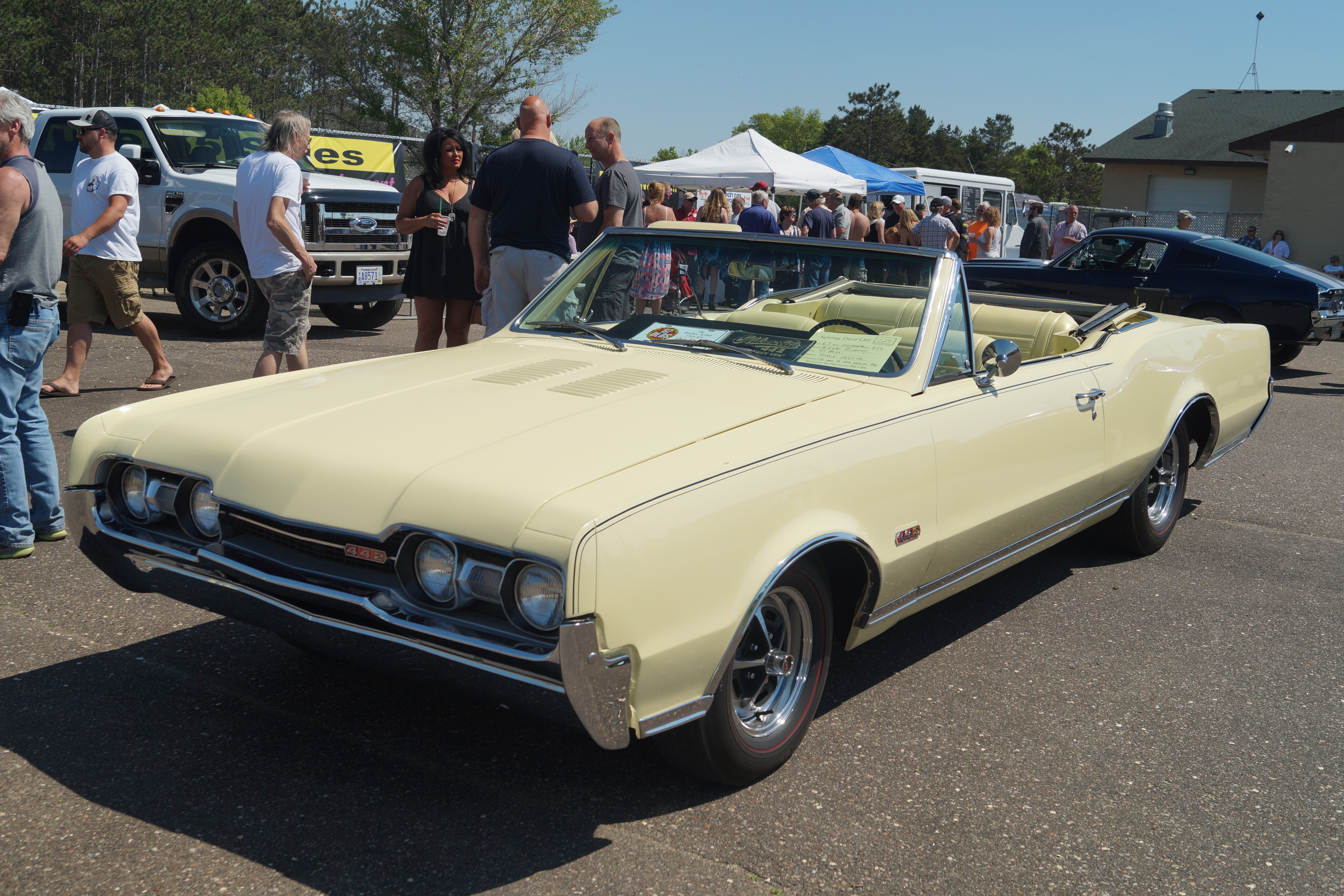
La versione cabriolet

Una decisione deliberata dalla General Motors, cioè dal gruppo che controllava il marchio Oldsmobile, vietò l'uso di carburatori multipli per tutte le sue vetture tranne che per le Chevrolet Corvette. Per questo motivo scomparve il motore L69 con i suoi tre carburatori. Il W30 rimase disponibile, sebbene i tre carburatori doppio corpo furono rimpiazzati da un carburatore Quadrijet a quadruplo corpo. Diventarono parte dell'allestimento offerto, insieme al motore W30, dei nuovi passaruota in plastica rossa.
Furono costruiti 502 esemplari di 442 con motore W30 ed omologati con le norme NHRA, oltre ad un numero imprecisato di vetture a cui questo propulsore era installato dai concessionari.
Il periodico Cars provò una 442 con motore W30 ottenendo un'accelerazione da 0 a 97 km/h di compresa tra 6,5 e 6,7 secondi, ed il quarto di miglio da fermo in 14,1 secondi con una velocità di uscita di 166 km/h.
La produzione salì a 24.833 esemplari.

### La seconda serie

#### 1968

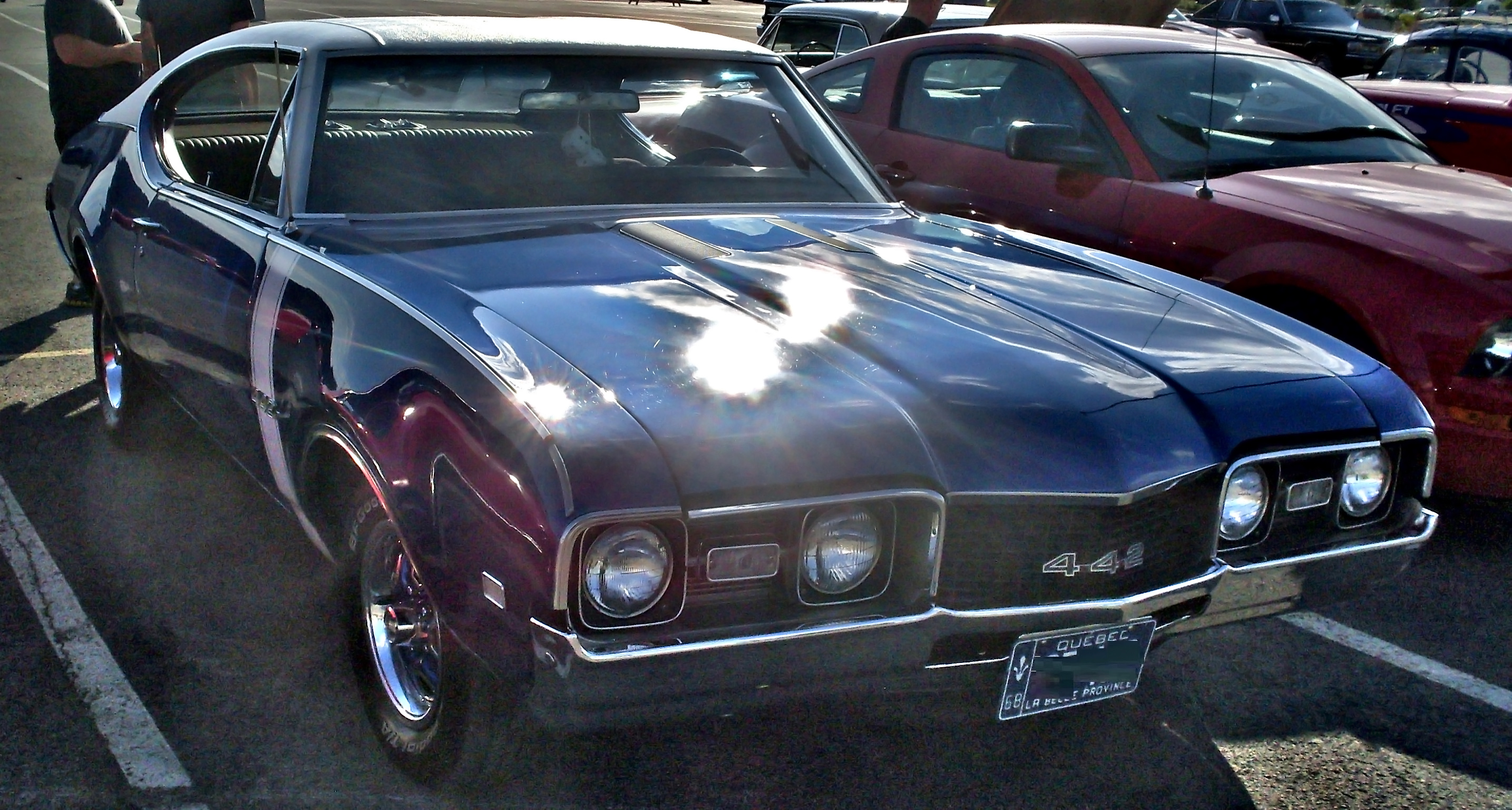
Una Oldsmobile 442 del 1968

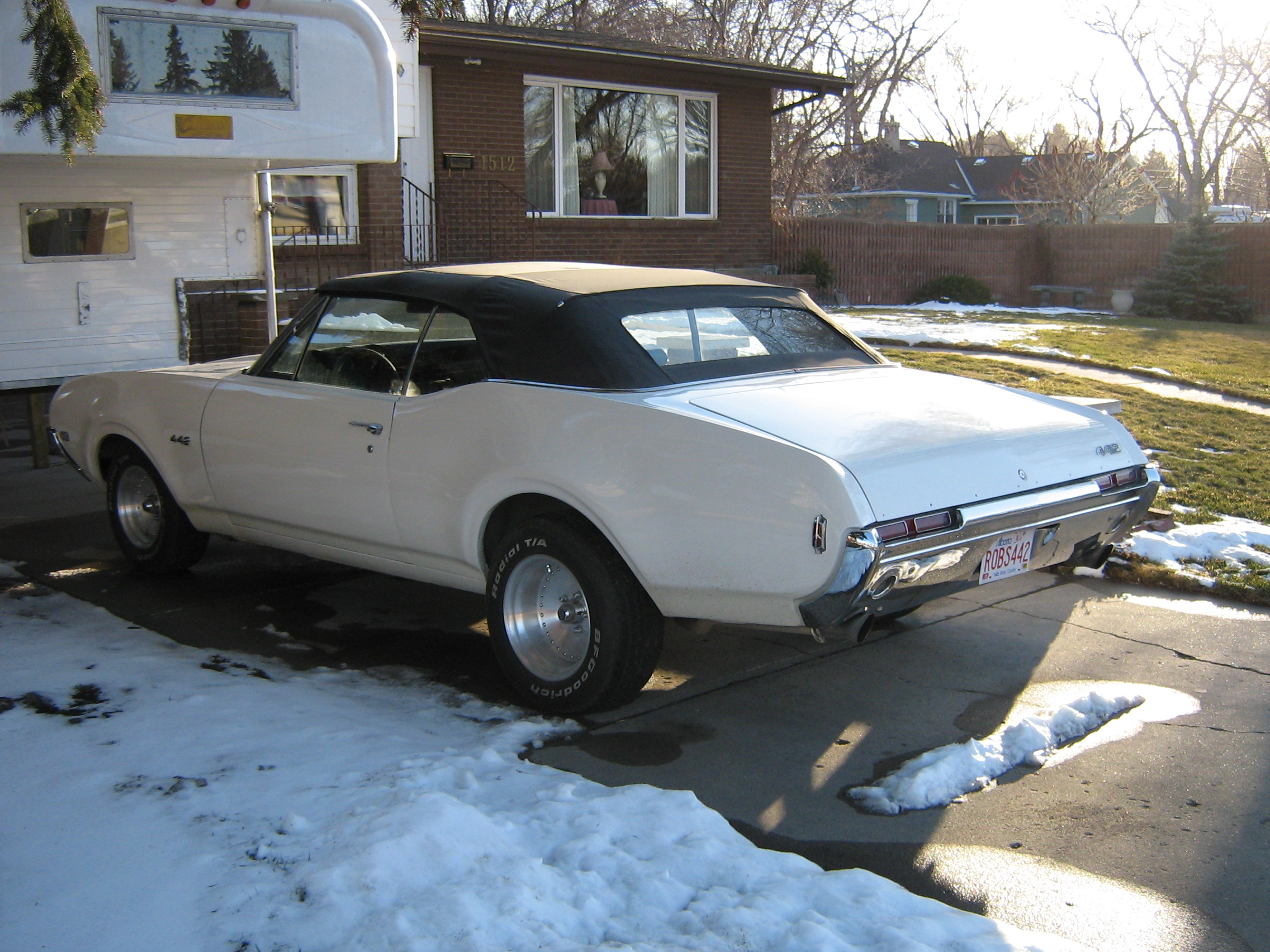
La versione Cabriolet del 1968

La 442 diventò un modello a parte dal 1968 al 1972. Nel primo anno di produzione furono venduti 33.000 esemplari. La cilindrata del motore introdotto nel 1965 rimase a 6,6 L, ma furono variati la corsa e l'alesaggio; la prima fu aumentata, mentre il secondo fu diminuito. Fu operata questa modifica per incrementare la coppia. Comunque, queste variazioni non portarono ad un miglioramento della prestazioni della vettura. Infatti, la rivista Car Life provò una 442 del 1968 registrando un'accelerazione da 0 a 97 km/h di 7 secondi, ed il miglio da fermo in 15,13 secondi con una velocità d'uscita di 185 km/h.
Il motore sopraccitato erogava 350 CV di potenza, ed aveva questa caratteristica solo quando era installato insieme al cambio manuale a 3 o 4 rapporti. La versione con trasmissione automatica sviluppava, infatti, 325 CV. Era ancora disponibile il propulsore W30, che erogava 360 CV.
Come per il 1967, i motori della 442 erano verniciati color bronzo o rame ed erano sormontati da un filtro dell'aria color rosso fuoco. Le vetture che montavano i propulsori W30 erano equipaggiate da condotti della presa d'aria, evidenziati da una verniciatura rosso brillante, che collegavano un filtro dell'aria a doppia uscita a periscopio, a speciali prese d'aria sotto il paraurti.
Inoltre, era disponibile un'opzione denominata Turnpike Cruiser che era caratterizzata dall'installazione di un carburatore a doppio corpo. Questa opzione era già disponibile nel 1967 sulla Cutlass Supreme
Il 1968 fu il primo anno di collaborazione tra l'Oldsmobile e la Hurst Performance, che portò alla creazione della Hurst/Olds. In questo caso quindi la Hurst non forniva solamente i cambi, come per i primi modelli. La produzione di Hurst/Olds fu limitata, più precisamente di 515 esemplari (459 Holiday Coupé e 56 Sport Coupé). Erano comunque delle 442, ma possedevano dei segni distintivi, sia estetici che meccanici. Tutti gli esemplari erano verniciati di color “argento Peruviano” (già utilizzato per la Toronado) con un abbondante uso di strisce nere e bianche. Era presente anche il marchio Hurst/Olds sia internamente che esternamente, ed il cruscotto era arricchito da inserti in noce. Per la meccanica, erano disponibili due versioni. I rossi motori da 7,5 L furono spostati più indietro per far spazio alla nuova trasmissione automatica Turbo 400. Gli esemplari con aria condizionata montavano il motore W46 con riduzione finale di 3.08:1, mentre quelli che non la possedevano avevano installato il motore W45 con riduzione finale di 3.91:1. Mentre entrambi i propulsori erogavano 390 CV di potenza, il motore W45 aveva la testata proveniente dal propulsore W31, che era più vantaggiosa per gli alti regimi. Tutte le vetture erano provviste di sedili singoli e di una leva del cambio Hurst Dual-Gate posizionata in un alloggiamento a parte. Erano forniti di serie anche altri optional presenti sulle 442 degli altri anni, come i freni a disco, un sistema di raffreddamento potenziato, le sospensioni tipo FE2, le prese d'aria rosse sui parafanghi e la bocchetta dell'aria installata sulla W-30. Erano optional il contagiri con orologio coassiale integrato ed il volante di legno.

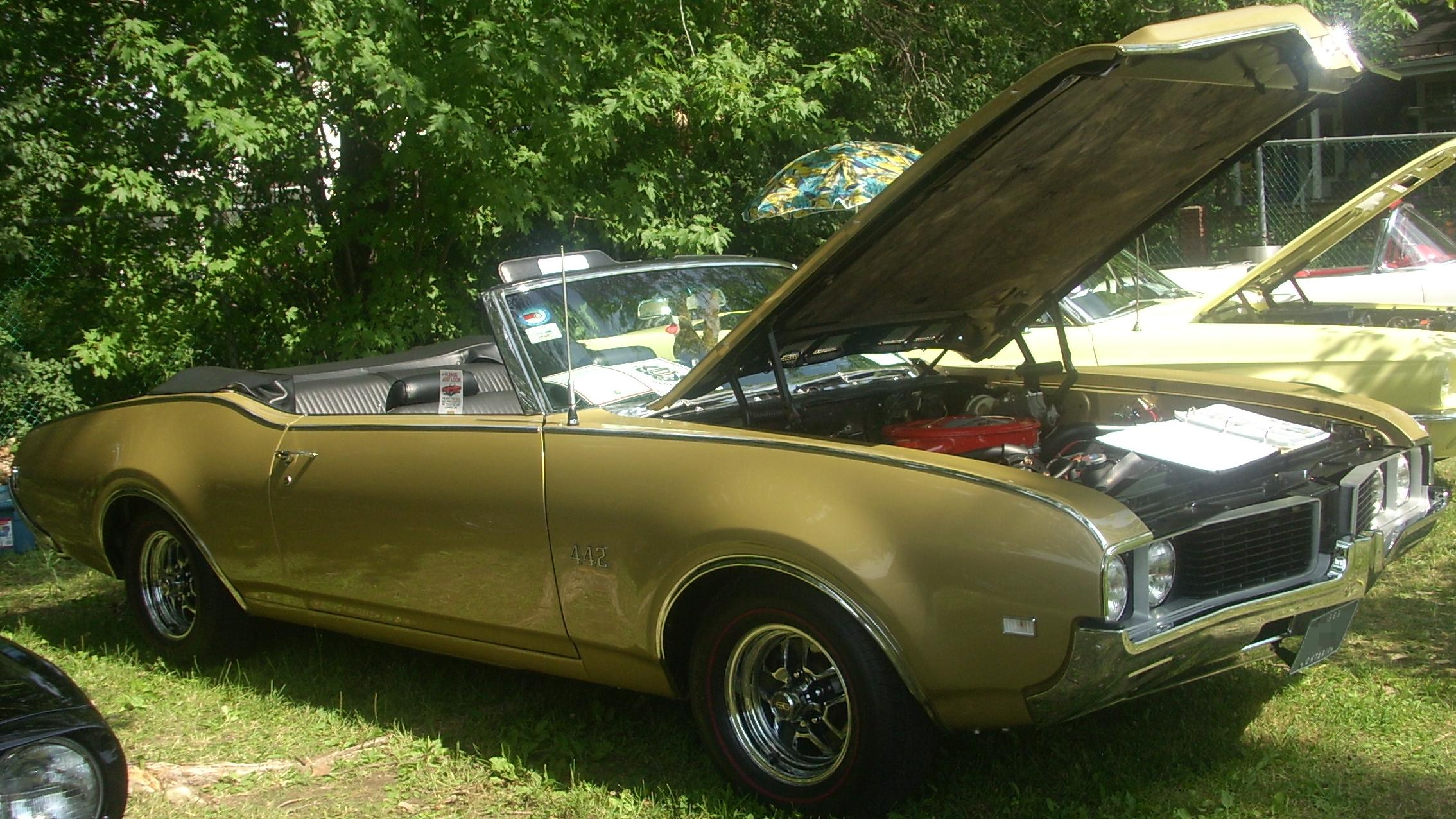
La versione cabriolet del 1969

#### 1969
Le 442 del 1969 erano molto simili a quelle dell'anno precedente, eccetto che per la griglia, le luci anteriori e posteriori, la posizione dell'accensione e le caratteristiche della verniciatura. I cambiamenti meccanici furono minimi, ma l'opzione denominata Turnpike Cruiser fu eliminata. Fu offerto un nuovo motore ad alta potenza. Chiamato W32, usciva di serie con lo stesso sistema di aspirazione dell'aria visto nella W-30, ma aveva un asse a camme meno spinto come nel motore di base. Fu disponibile solo con cambio automatico. Vennero costruiti 297 esemplari, inclusi 25 coupé ed altrettanti cabriolet.

#### 1970

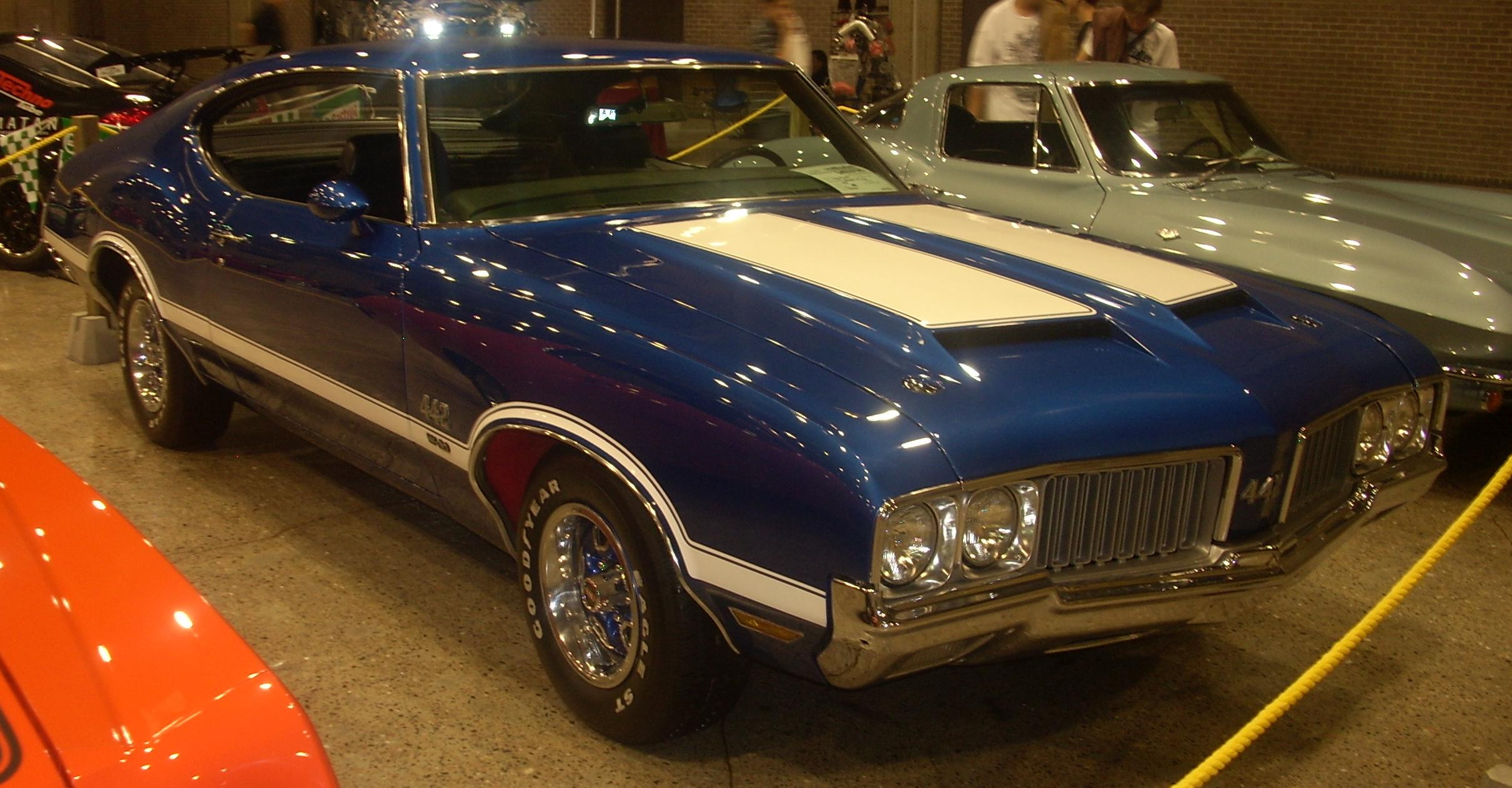
Una Oldsmobile 442 del 1970

Nel 1970 fu introdotto il motore V8 da 7,5 L come allestimento di serie. La potenza di questo propulsore era di 365 CV mentre la coppia era di 680 N•m. Era anche disponibile come optional il motore W30 da 370 CV. I due propulsori furono precauzionalmente limitati ad un più basso regime di giri.

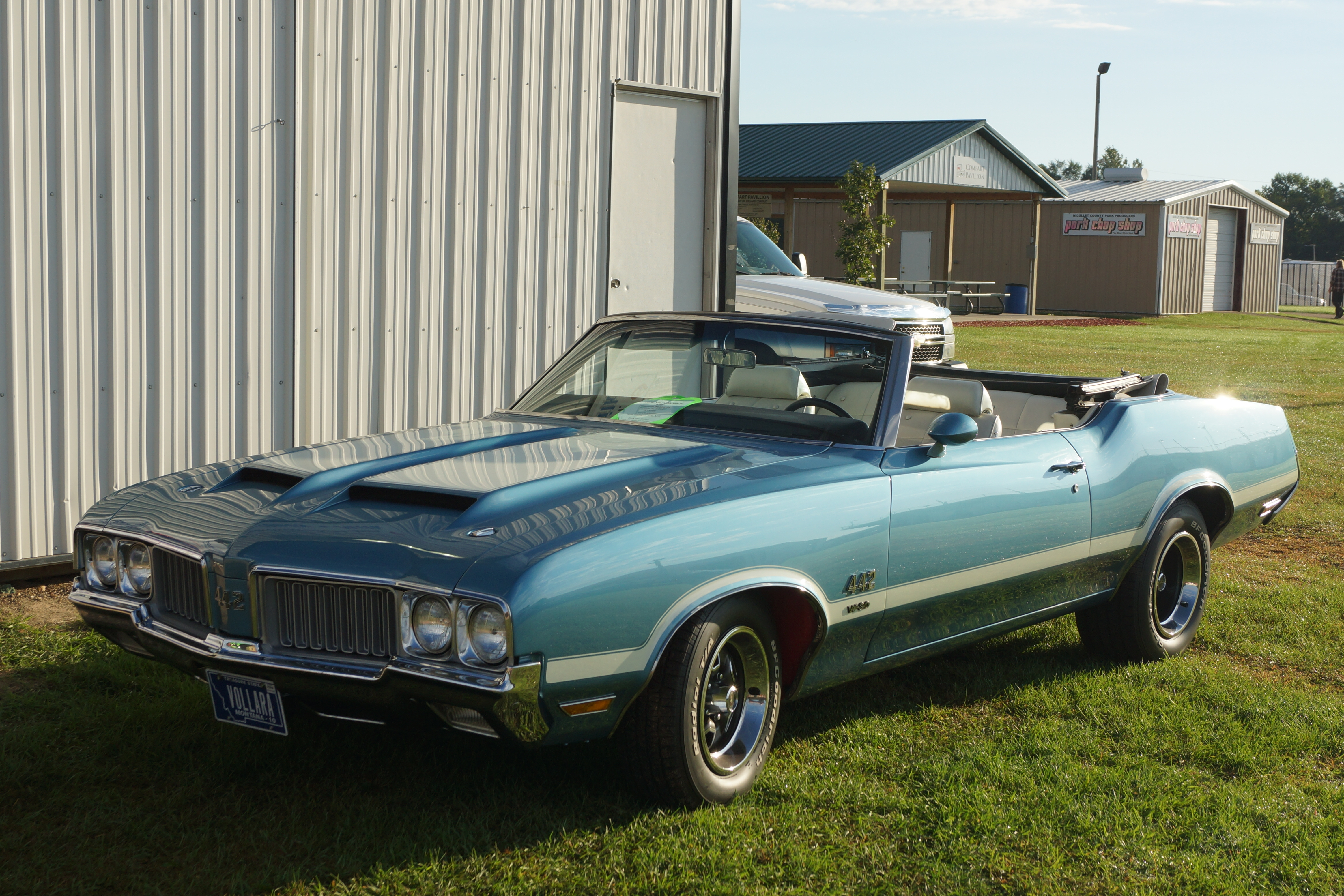
La versione cabriolet del 1970

Una 442 ed una Cutlass Supreme furono utilizzate come safety car durante la 500 Miglia di Indianapolis del 1970.
Alla versione W30 furono installate anche delle prese d'aria in fibra di vetro per sostituire quelle sotto il paraurti già viste nei modelli 1968 e 1969. Oltre a questo, furono montati alberi a camme speciali, una nuova testata ed un nuovo carburatore.
Il periodico Motor Trend provò una 442 con motore W30 con un cambio manuale a quattro rapporti registrando il quarto di miglio da fermo in 14,2 secondi con una velocità di uscita di 164 km/h.

#### 1971

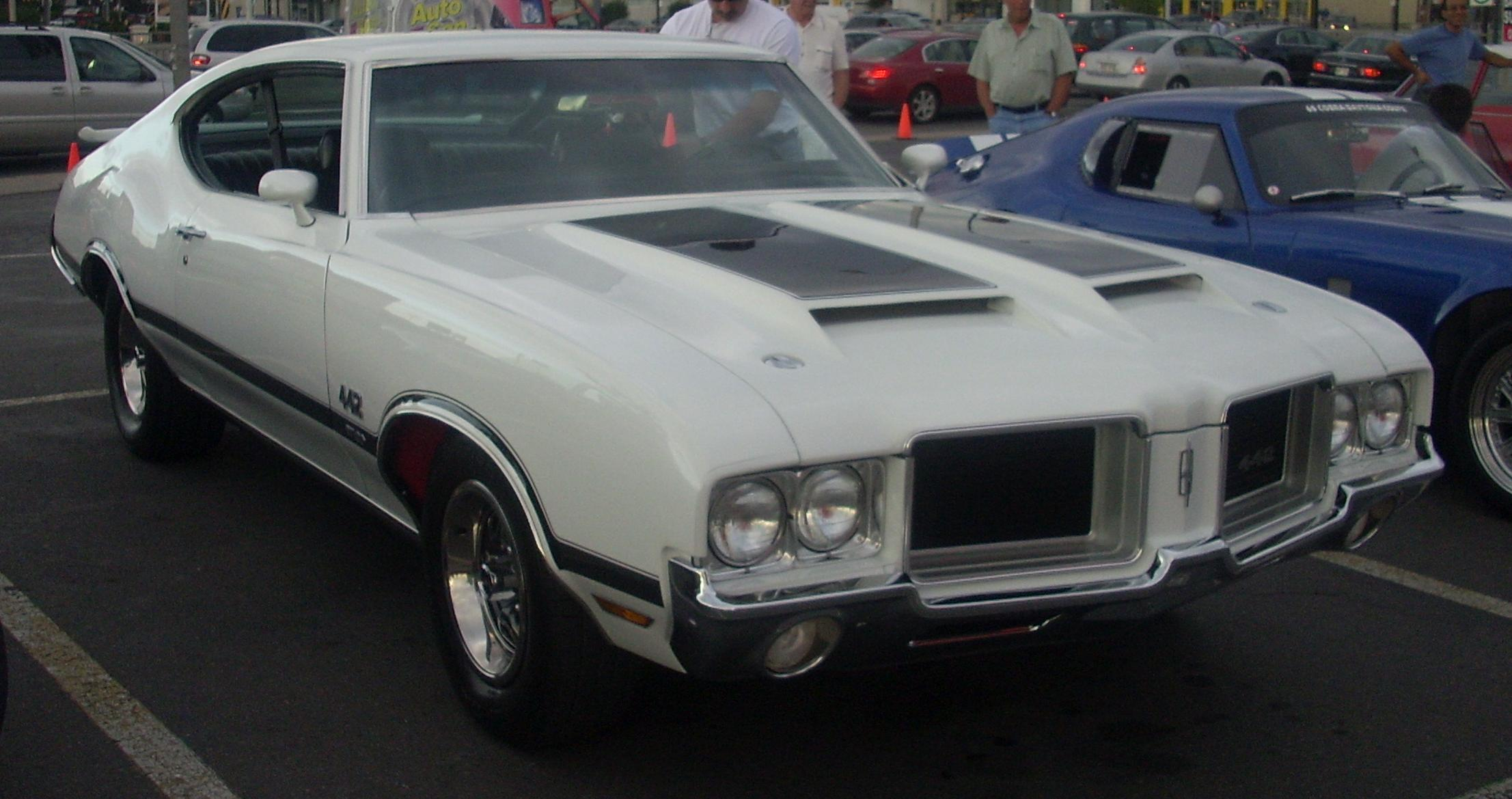
Una Oldsmobile 442 del 1971

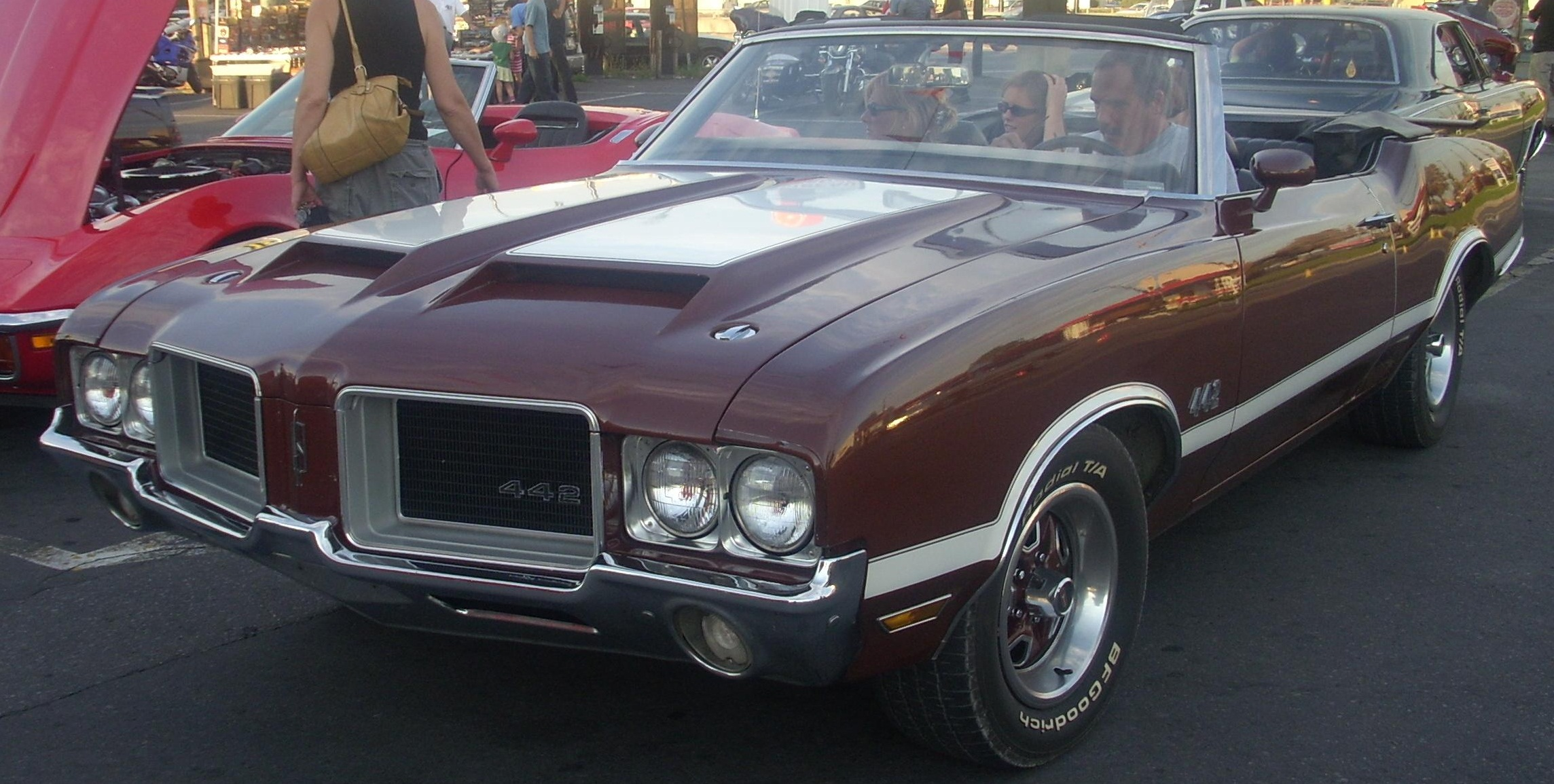
La versione cabriolet del 1971

Nel 1971 le 442 erano disponibili in versione hard-top coupé e cabriolet. Scomparve per la prima volta dal 1964 la versione sport coupé, che però tornò in listino nel 1972.
La potenza del motore fu decrementata rispetto a quella degli altri anni, e ciò fu dovuto al minor rapporto di compressione (8,5:1). Questa diminuzione fu comune anche agli altri propulsori General Motors. Il motore da 7,5 L fu depotenziato a 340 CV, mentre il W30 erogava 350 CV.
La rivista Road Test provò una 442 con trasmissione automatica TH350 registrando un'accelerazione da 0 a 97 km/h di 8,9 secondi ed il quarto di miglio da fermo in 15,2 secondi con una velocità di uscita di 159 km/h.

#### 1972

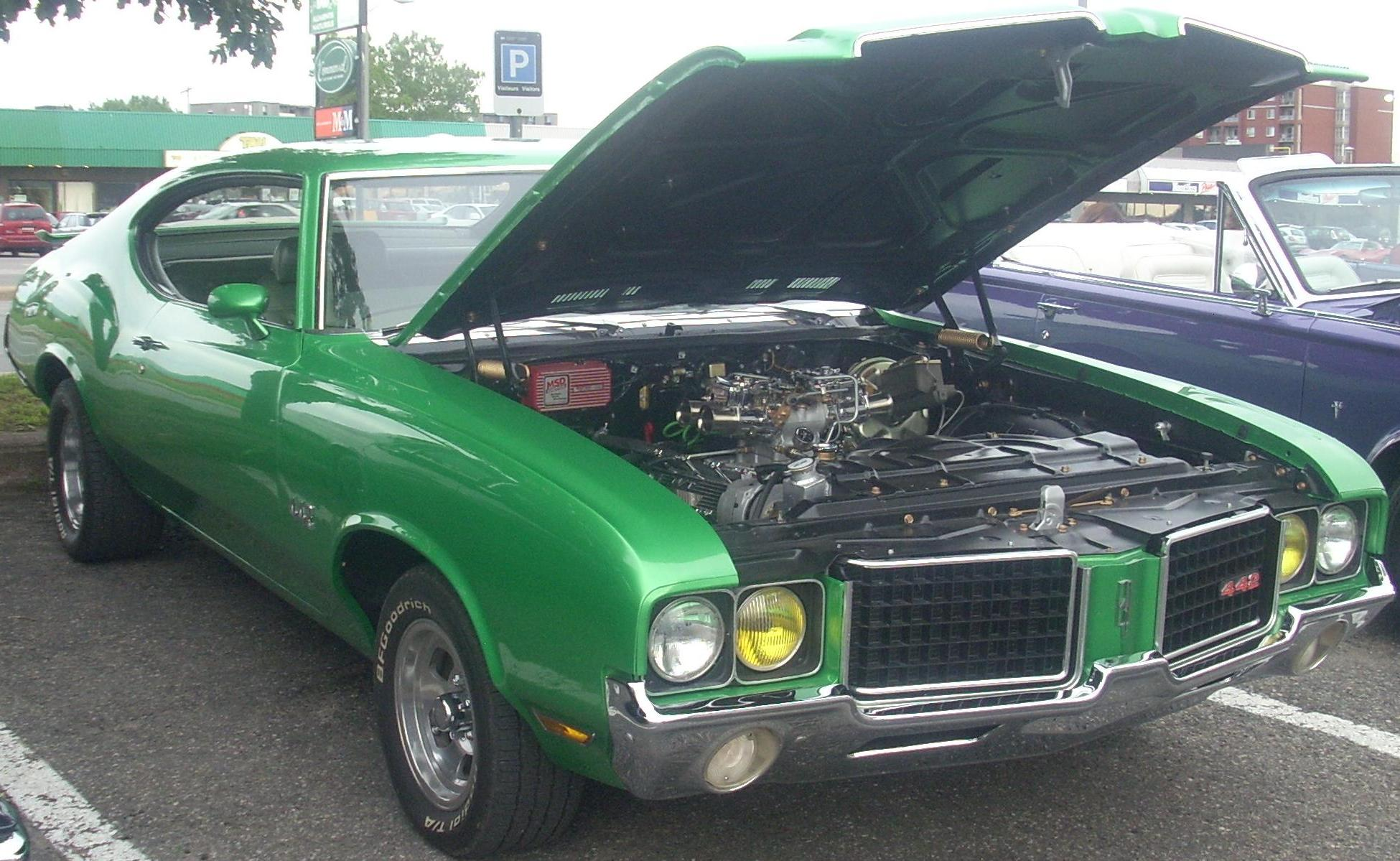
Oldsmobile 442 del 1972

Nel 1972 la 442 ridiventò una sottoserie della Cutlass. L'opzione fu chiamata W29, e non fu commercializzata per le Cutlass Supreme versione hard-top. Questa opzione costava 29 dollari e consisteva in sospensioni FE2 riviste, fasce laterali, scritte sul cofano posteriore e sui parafanghi, finte feritoie di ventilazione sul cofano ed infine una griglia differente. Un paraurti con i terminali di scarico poteva essere ordinato in abbinamento con il motore da 7,5 L. Di questa cilindrata fu anche offerto un altro motore, con sigla L75, che possedeva delle caratteristiche particolari. Il propulsore standard fu comunque quello da 5,7 L.
Una versione speciale Hurst/Olds fu la safety car alla 500 Miglia di Indianapolis del 1972.
Nel 1972 era ancora disponibile l'opzione W30, che includeva il motore da 7,5 L erogante una potenza di 300 CV ed una coppia di 556 N•m. Altri componenti speciali erano i collettori di aspirazione in alluminio, le prese d'aria in fibra di vetro, un differenziale a slittamento limitato e un sistema di raffreddamento potenziato. L'aria condizionata non era disponibile, ed i freni idraulici erano offerti solo con la trasmissione automatica. Della versione W30 furono realizzati 113 esemplari cabriolet e 659 coupé; questa opzione quindi era estremamente rara.

### La terza serie

#### 1973

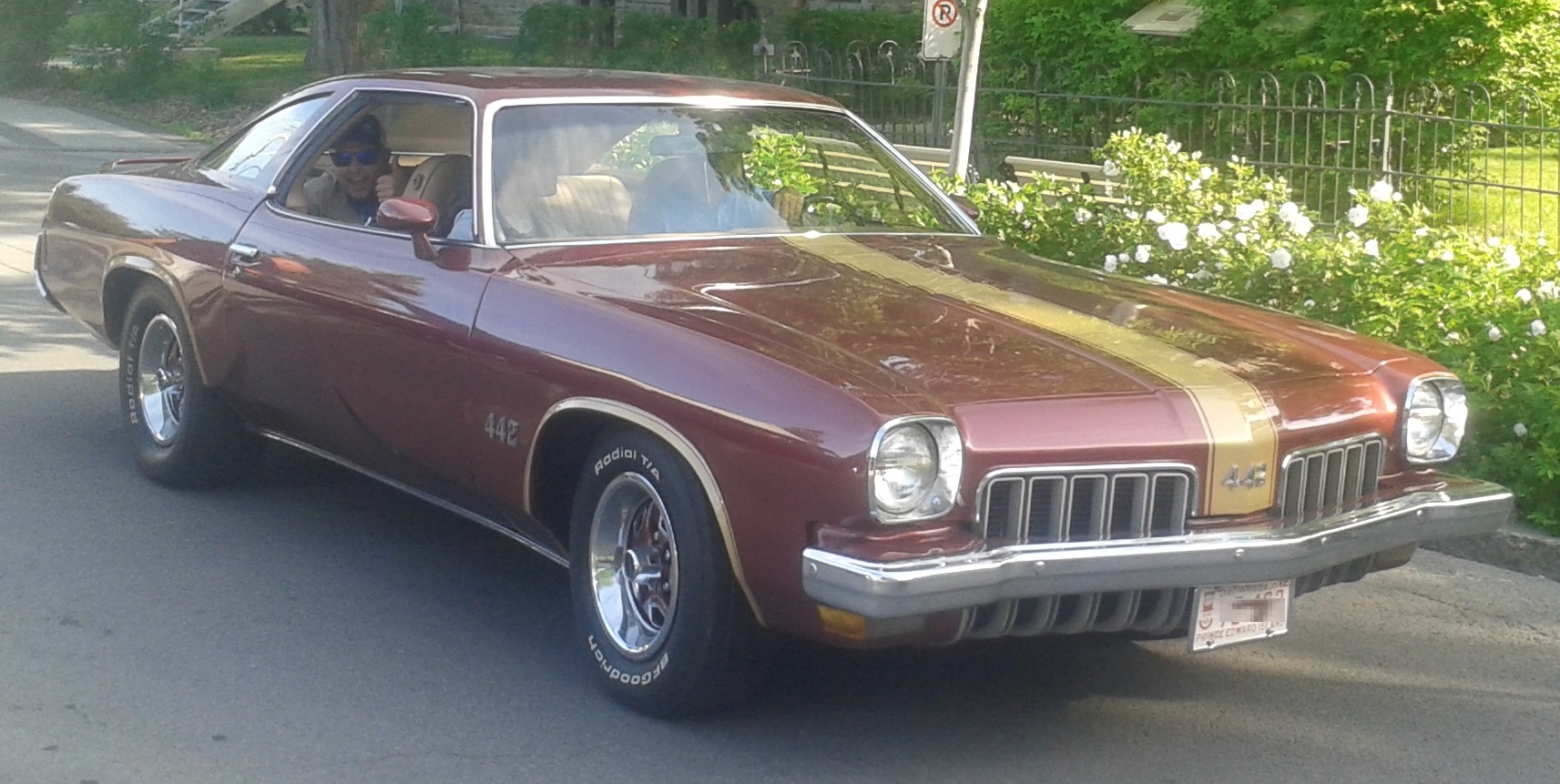
Una Oldsmobile Cutlass 442 del 1973

Questo fu un anno di transizione per la 442; infatti la carrozzeria fu ridisegnata. Furono previste porte lunghe 2 metri e paraurti che assorbivano molto meglio l'energia degli eventuali urti. Il lunotto fu fissato ed il tetto venne rinforzato prima che le leggi governative lo imponessero. Queste vetture furono più grandi e più leggere rispetto a quelle dell'anno precedente.
Il lancio fu ritardato da uno sciopero nel 1972. Gli optional della 442 furono ridotti ad un pacchetto estetico e dinamico denominato W-29, e disponibile anche sulle Cutlass e sulla Cutlass S; esso consisteva in sospensioni FE2, una nuova griglia anteriore, emblemi vari e strisce sulla carrozzeria.
Nel 1970 la 442 raggiunse l'apice per la varietà di opzioni offerte e per le prestazioni delle vetture. Negli anni seguenti, infatti, ci fu una graduale riduzione di quanto citato. L'opzione W30 non era più disponibile, ma il motore da 7,5 L era ancora commercializzato solamente con il cambio a quattro rapporti lunghi della trasmissione M20. Furono disponibili nuove opzioni per i motori: la “V” producente 270 CV, l’”U” da 250 CV, la “K” da 180 CV e l'”M” da 200 CV. Il motore siglato “V” fu anche disponibile nelle Hurst/Olds senza aria condizionata, mentre il propulsore siglato U l'ebbe di serie. Entrambe le versioni usavano una trasmissione Turbohydramatic 400.

#### 1974
Nel 1974 la 442 fu oggetto dello stesso restyling della Cutlass. Questo coinvolse la griglia, i fanali posteriori ed il paraurti posteriore.
I motori disponibili furono quello da 5,7 L erogante 180 CV, e quello da 7,5 L e 230 CV che reintrodusse l'opzione W30. Diventarono di serie sulle 442, ed in genere su tutte le Cutlass, il servosterzo e la trasmissione Turbo Hydra-matic. Un nuovo optional per il 1974 furono gli pneumatici radiali.

#### 1975
Nel 1975 gli pneumatici radiali diventarono di serie, insieme all'accensione elettronica High Energy. Fu anche introdotta la marmitta catalitica.
A causa della crisi petrolifera del 1973, le 442 del 1975 non montavano più motori V8 come equipaggiamento standard. Per la prima volta dal 1964, alle 442 fu installato di serie un motore in linea a sei cilindri. Più precisamente fu utilizzato il 4,1 L già impiegato sulle Chevrolet. Per lo stesso motivo fu introdotto un propulsore V8 da 4,3 L, ed i due dello stesso tipo, ma con cilindrate da 5,7 e 7,5 L, furono disponibili come optional.
Fu invece previsto di serie il cambio manuale a tre rapporti. Era diventata un optional la trasmissione Turbo Hydra-matic, che era però offerta solo con i motori V8.

#### 1976

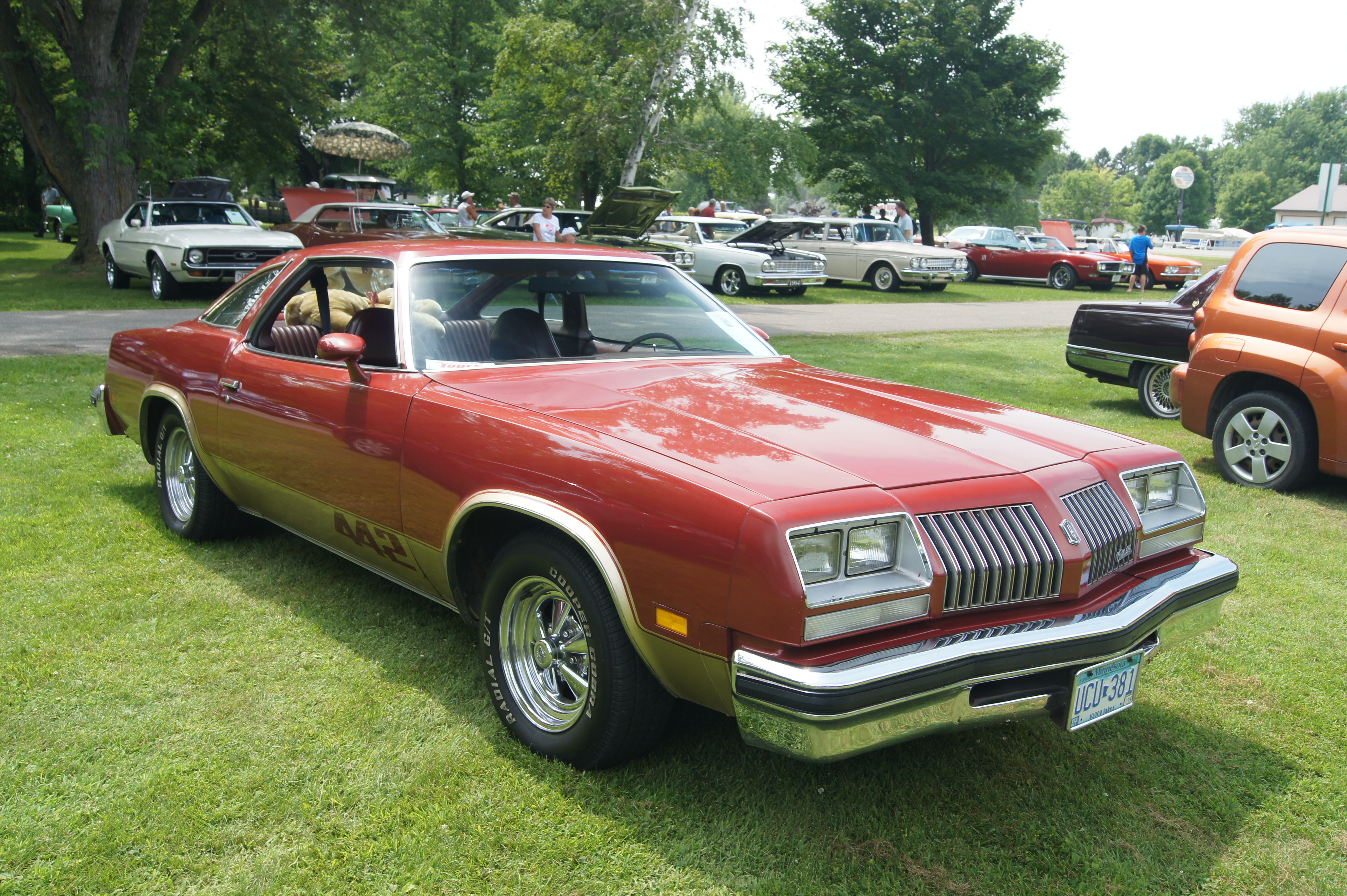
Una Oldsmobile Cutlass del 1976

Nel 1976, la 442 fu oggetto di un restyling della parte anteriore che migliorava il profilo aerodinamico. I motori e le trasmissioni offerte furono le stesse degli anni precedenti, eccetto il propulsore da 4,3 L che poteva essere ordinato con un cambio manuale a cinque rapporti. Il 1976 fu l'ultimo anno del motore da 7,5 L.

#### 1977
In questo anno fu commercializzato il motore V6 da 3,8 L di cilindrata già montato su modelli Buick, che sostituì il propulsore Chevrolet a sei cilindri in linea. Questo nuovo motore era offerto di serie, ed i propulsori opzionali furono i V8 da 4,3 e 5,7 L. Fu commercializzato anche un nuovo motore, il V8 da 6,6 L, che sostituì quello da 7,5 L ed aveva una potenza di 180 CV.
Le trasmissioni offerte furono quella manuale a tre rapporti o la Turbo Hydra-matic per il V6, il cambio manuale a cinque rapporti o la Turbo Hydra-maticper il V8 da 4,3 L e la Turbo Hydra-matic per i propulsori V8 da 5,7 e 6,6 L.

### La quarta serie
Un'altra edizione limitata della 442 fu offerta dal 1978 al 1980. I motori offerti erano il V6 da 3,8 L, il V8 da 4,3 L ed il V8 da 5 L con quattro carburatori doppio corpo. Tra il 1978 ed il 1979 non fu però offerto il propulsore V8 da 5,7 L.
La 442 prodotta dal 1978 al 1979 fu un'opzione della Cutlass Salon "Aeroback", che era la versione con allestimento più economico della gamma Cutlass. Era offerta con trasmissione manuale a tre o quattro rapporti per tutti i motori, ed a cinque rapporti manuali per il motore da 4,3 L.
L'allestimento includeva strisce di colore contrastante sui pannelli porta, sui sottoporta, sui passaruota interni, oltre a scritte sul portellone posteriore e stemmi all'interno. Tutte le opzioni offerte per la Cutlass Salon erano disponibili per la 442.
Un'edizione speciale Hurst/Olds fu commercializzata nel 1979. Montava un propulsore V8 da 5,7 L, già installato sulla 88 e sulla 98, ed accoppiato con un cambio automatico a tre rapporti. Ne furono prodotti circa 2.000 esemplari.
Nel 1980 la 442 si avvicinò come stile alla berlina Cutlass Calais ed includeva la scritta W30 sui parafanghi anteriori sotto gli indicatori di direzione, oltre a decorazioni meno vistose.
La produzione fu interrotta nel 1981. Da questa data, e fino al 1985, le 442 non furono commercializzate. Dal 1983 al 1984 furono invece prodotte delle Hurst/Olds.

### La quinta serie
Il nome 442 tornò nel 1985 come sottoserie della Cutlass Supreme. La denominazione si riferiva alla trasmissione automatica 200r4 a 4 rapporti, ai 4 corpi del carburatore ed ai 2 condotti di scarico. Questo modello, chiamato W42, sostituì la Hurst/Olds prodotta dal 1983 al 1984. Il motore utilizzato era lo stesso del modello citato, vale a dire un V8 da 5 L di cilindrata. La leva del cambio era installata sul pavimento tra i sedili anteriori, e furono aggiornate le sospensioni F41. Nel 1987 fu utilizzato un motore che montava un asse a camme con punterie a rullo.
Nel primo anno di produzione, il 1985, furono prodotti 3000 esemplari, mentre ne furono fabbricati 4273 e 4208 nel biennio successivo.

### La sesta serie
L'ultimo uso del nome 442 fu per una sottoserie della Cutlass Calais. Il modello montava un motore da 2,3 L conosciuto come Quad-4, e la sigla 442 derivava dalle caratteristiche di quest'ultimo. Infatti questo propulsore era caratterizzato dall'avere 4 cilindri, 4 valvole per cilindro e 2 alberi a camme. Il motore fu elaborato con assi a camme più spinti che contribuivano al raggiungimento di una più alta potenza massima a scapito dell'affidabilità. Esso possedeva anche un solo collettore di scarico che si sdoppiava in due terminali. Il propulsore erogava una potenza compresa tra i 180 ed i 190 CV. Il modello era provvisto di un cambio manuale a 5 rapporti.

## La 442 nei media
- In ambito cinematografico, la 442 compare nei film Demolition Man (In versione W30), Four Brothers - Quattro fratelli, Pumpkinhead II: Blood Wings, The Hitcher e Karate Kid 4.
- In ambito videoludico, la vettura compare nei videogiochi Driver 2: Back on the Streets[1], Grand Theft Auto: Vice City Stories (dove viene denominata Sabre/Sabre turbo)[2] e Grand Theft Auto: Liberty City Stories (dove viene denominata Diablo Stallion)[3].
- In ambito musicale, l'auto viene menzionata nelle canzoni Jerry Was a Race Car Driver dei Primus e Days Of Graduation dei Drive-By Truckers. Inoltre il gruppo Blondie ha scritto una canzone dal titolo Detroit 442.